# Grænge
Grænge er en landsby på Lolland med 380 indbyggere  (2024). Grænge er beliggende i Toreby Sogn to kilometer nord for Toreby, ni kilometer vest for Nykøbing Falster og ni kilometer øst for Sakskøbing. Byen tilhører Guldborgsund Kommune og er beliggende i Region Sjælland.
Fra Grænge Station er der forbindelse til Nakskov og Nykøbing Falster med Lollandsbanen.